# Colitosa
La colitosa es un 3,6-didesoxiazúcar que ha sido aislado desde el O-antígeno de determinadas bacterias Gram negativas, tales como Escherichia coli, Yersinia pseudotuberculosis, Salmonella entérica, Vibrio_cholerae, y, en ambientes marinos, Pseudoalteromonas.
Este azúcar no se ha logrado aislar desde células eucariotas. El primer aislado obtenido en 1958, fue descrito como un monosacárido no relevante. Sin embargo, trabajos posteriores llevados a cabo con glicosiltransferasas, sugirieron que este tipo de azúcares tales como la colitosa pueden ser incorporados en el interior de estructuras de sostén naturales, por lo que podrían verse implicados en el diseño de nuevos compuestos de carácter terapéutico.

## Biosíntesis
En la síntesis de colitosa se ven implicadas un conjunto de 4 enzimas:
- ColE: Manosa-1-fosfato guanilil transferasa.
- ColB: GDP-manosa 4,6-deshidratasa.
- ColD: GDP-4-ceto-6-desoximanosa-3-deshidratasa.
- ColC: GDP-L-colitosa sintasa.

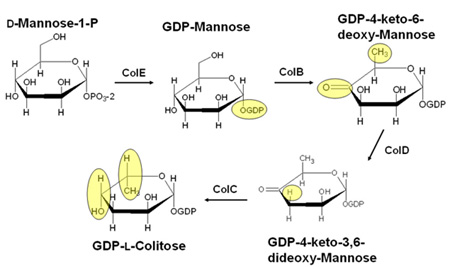
Biosíntesis de la colitosa. En amarillo se han resaltado los grupos modificados por la catálisis enzimática sufrida en el paso anterior.

La biosíntesis de la colitosa comienza con la formación de GDP-manosa a partir de los sustratos manosa-1-fosfato y una molécula de GMP, por la acción de la enzima ColE. A continuación, la enzima ColB, una enzima deshidrogenasa-reductasa de cadena corta, utiliza el NADP para oxidar primeramente el C-4 (carbono 4) y posteriormente eliminar el radical hidroxilo del C-6. El producto resultante, la GDP-4-ceto-6-desoximanosa, actúa como sustrato de ColD, una enzima dependiente de piridoxal-5'-fosfato, que cataliza la eliminación del radical hidroxilo del C-3. En el último paso, el producto de ColD, la GDP-4-ceto-3,6-didesoximanosa, reacciona con ColC, que reduce el grupo cetona del C-4 a un alcohol, invirtiendo así la configuración del C-5.
El producto resultante, la GDP-L-colitosa, puede ser entonces incorporado a los O-antígenos por medio de glicosiltransferasas. Reacciones posteriores, dan lugar a que los O-antígenos sean ensamblados a determinados polisacáridos, para formar moléculas completas de lipopolisacáridos.